# Penisola di Purerua
La penisola di Purerua è una penisola protesa nell'oceano Pacifico situata sulla costa orientale dell'Isola del Nord della Nuova Zelanda; insieme alla penisola di capo Brett, delimita la baia delle Isole, di cui è il naturale confine nord-occidentale. Si trova nel distretto di Far North, a circa 70 chilometri da Whangarei, il principale centro della regione.
Sulla penisola si trovano le comunità di Te Tii e Taronui Bay. La penisola si incontra nelle sue propaggini meridionali con la baia di Rangihoua, un braccio secondario della baia delle Isole.